# Moncef Dhouib
Moncef Dhouib (en árabe: المنصف ذويب) es un escritor y director de cine tunecino, conocido por películas como La télé arrive (2006), Le sultan de la Médina (1992) and Les siestes Grenadine (1999). También se ha desempeñado como actor, escenógrafo, productor y titiritero. Ha sido galardonado en el Festival Panafricano de Cine y Televisión de Uagadugú.